# Asociación de Academias de la Lengua Española

Die Asociación de Academias de la Lengua Española mit Sitz in Madrid wurde 1951 in Mexiko gegründet und umfasst die 23 bestehenden nationalen Akademien der spanischen Sprache unter der Führung der Real Academia Española. Sie wurde im Jahr 2000 mit dem Premio Príncipe de Asturias für Eintracht (Concordia) ausgezeichnet.
Die Mitgliedsakademien nominieren jährlich die Kandidaten für den Cervantespreis.
Die Mitgliedsakademien der spanischen Sprache (nach Jahr ihrer Entstehung) sind:

- Real Academia Española
- Academia Colombiana de la Lengua
- Academia Ecuatoriana de la Lengua
- Academia Mexicana de la Lengua
- Academia Salvadoreña
- Academia Venezolana de la Lengua
- Academia Chilena de la Lengua
- Academia Peruana de la Lengua
- Academia Guatemalteca de la Lengua
- Academia Costarricense de la Lengua
- Academia Filipina de la Lengua Española
- Academia Panameña de la Lengua
- Academia Cubana de la Lengua
- Academia Paraguaya de la Lengua Española
- Academia Boliviana de la Lengua
- Academia Dominicana de la Lengua
- Academia Nicaragüense de la Lengua
- Academia Argentina de las Letras
- Academia Nacional de Letras del Uruguay
- Academia Hondureña de la Lengua
- Academia Puertorriqueña de la Lengua Española
- Academia Norteamericana de la Lengua Española
- Academia Ecuatoguineana de la Lengua Española